# Dicranomyia zonata
Dicranomyia zonata là một loài ruồi trong họ Limoniidae. Chúng phân bố ở miền Australasia.